# Université d'État de l'Oregon
L'université d'État de l'Oregon est une université publique de l'État de l'Oregon aux États-Unis. Elle comprend deux campus : le campus principal situé à Corvallis et un campus situé à Bend.
Elle abrite également l'Institut Linus-Pauling, connu pour ses recherches discutées sur le rôle de la vitamine C en médecine orthomoléculaire.

## Histoire

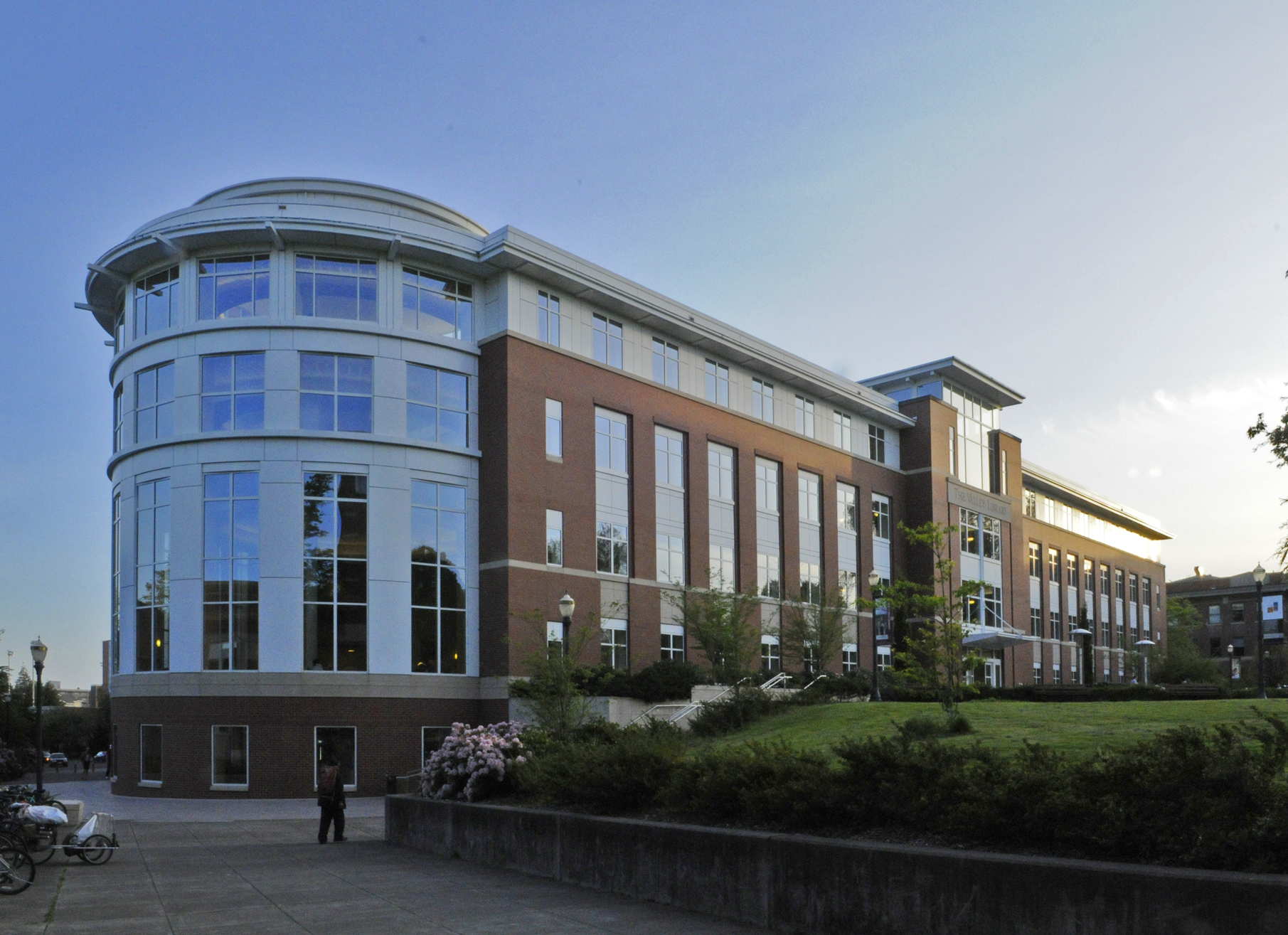
La Valley Library, un des bâtiments de l'université.

## Sport
Dans le domaine sportif, les Beavers d'Oregon State défendent les couleurs de l'université d'État de l'Oregon, et le basketteur professionnel et ancien international espoir français Angelo Tsagarakis y a fait sa carrière universitaire de 2003 à 2007 (tout en y ayant obtenu son diplôme en business international et en espagnol).

## Musique
L'université abrite le groupe a cappella masculin « On The Rocks », qui est considéré comme le meilleur groupe de chant a cappella universitaire du monde.

## Personnalités liées à l'université

### Professeurs
- William J. Ripple, professeur de biologie, enseigne la biodiversité et la société forestière, auteur principal des appels du 13 novembre 2017 et du 5 novembre 2019 sur l'urgence climatique.